# Schomberger (cráter)
Schomberger es un prominente cráter de impacto que se encuentra en la parte sur de la Luna, en la zona cercana al terminador. Se localiza al suroeste del cráter Boguslawsky, y al sureste de Simpelius. El relativamente joven cráter satélite Schomberger A está casi unido al borde sur, y el muy antiguo Schomberger C se encuentra justo al lado del borde occidental.
|  |

Se trata de un cráter relativamente bien definido, con un perfil nítido que no ha sido significativamente desgastadas por impactos menores. El brocal es más o menos circular y afilado, con una pared interna compleja marcada por su pendiente y por numerosas crestas y terrazas. El suelo interior es relativamente plano y llano, aunque algo más áspero en la mitad occidental. En el punto medio del interior posee un pico central formado por varias crestas.

## Cráteres satélite
Por convención estos elementos son identificados en los mapas lunares poniendo la letra en el lado del punto medio del cráter que está más cercano a Schomberger.
|             | \| Schomberger \| Coordenadas \| Diámetro \| \| ----------- \| ----------------------------- \| -------- \| \| A \| 78°48′S 24°24′E / -78.8, 24.4 \| 31 km \| \| C \| 77°12′S 15°42′E / -77.2, 15.7 \| 43 km \| \| D \| 73°30′S 24°36′E / -73.5, 24.6 \| 24 km \| \| F \| 80°06′S 20°48′E / -80.1, 20.8 \| 11 km \| \| G \| 77°06′S 7°42′E / -77.1, 7.7 \| 17 km \| \| H \| 77°24′S 4°00′E / -77.4, 4.0 \| 17 km \| \| J \| 78°48′S 19°36′E / -78.8, 19.6 \| 9 km \| \| K \| 79°42′S 14°18′E / -79.7, 14.3 \| 9 km \| \| L \| 80°36′S 17°30′E / -80.6, 17.5 \| 17 km \| \| X \| 75°12′S 34°54′E / -75.2, 34.9 \| 8 km \| \| Y \| 74°36′S 29°00′E / -74.6, 29.0 \| 17 km \| \| Z \| 73°30′S 27°18′E / -73.5, 27.3 \| 5 km \| |          |
| Schomberger | Coordenadas | Diámetro |
| A           | 78°48′S 24°24′E / -78.8, 24.4 | 31 km    |
| C           | 77°12′S 15°42′E / -77.2, 15.7 | 43 km    |
| D           | 73°30′S 24°36′E / -73.5, 24.6 | 24 km    |
| F           | 80°06′S 20°48′E / -80.1, 20.8 | 11 km    |
| G           | 77°06′S 7°42′E / -77.1, 7.7 | 17 km    |
| H           | 77°24′S 4°00′E / -77.4, 4.0 | 17 km    |
| J           | 78°48′S 19°36′E / -78.8, 19.6 | 9 km     |
| K           | 79°42′S 14°18′E / -79.7, 14.3 | 9 km     |
| L           | 80°36′S 17°30′E / -80.6, 17.5 | 17 km    |
| X           | 75°12′S 34°54′E / -75.2, 34.9 | 8 km     |
| Y           | 74°36′S 29°00′E / -74.6, 29.0 | 17 km    |
| Z           | 73°30′S 27°18′E / -73.5, 27.3 | 5 km     |

Debido a su sistema de marcas radiales, Schomberger A se clasifica como parte del Período Copernicano.